# Gymnosporia vanwykii
Gymnosporia vanwykii là một loài thực vật có hoa trong họ Dây gối. Loài này được (R.H.Archer) Jordaan mô tả khoa học đầu tiên năm 2003.